# Pentax superA
Pentax Super A и Pentax Super Program — малоформатные однообъективные зеркальные фотоаппараты, различающиеся лишь маркировкой и отделкой. Производились с 1983 по 1985 (по другим данным, по 1987) год: Super A в чёрном, а Super Program в чёрно-серебристом исполнении. Не следует путать модель Super A (Super Program — второе название) c другой моделью того же семейства: ProgramA (Program PLUS — второе название).

## Описание
«Super A» — флагманская камера открывшая серию Pentax-«A». Это первая камера оснащённая байонетом KA. Кроме того, к выходу этой камеры был дан старт выпуску объективов оснащённый байонетом KA. Новый тип крепления позволил реализовать два новых режима автоматического управления экспозицией: приоритета выдержки (Tv) и режим программной линии (P). Кроме того, камера поддерживала внешние вспышки в режимах TTL, P и S. Принципиальные изменения коснулись видоискателя: полное отображение экспозиционной информации осуществлялось благодаря паре встроенных в него ЖКИ-дисплеев (с подсветкой). Кроме того, видоискатель позволяет работать с камерой людям носящим очки.
«Super A» и «MZ-M» — единственные неавтофокусные камеры Pentax с режимом приоритета выдержки.
Несмотря на революционные новшества, камера не относится к разряду профессиональных и имеет ряд недостатков. Например, в режимах P и Tv положение предустановленной диафрагмы можно увидеть только в видоискателе, что осложняет некоторые виды съёмок. Кроме того, отсутствует возможность оперативной смены фокусировочного экрана (фокусировочный экран заблокирован двумя винтами и закреплен в металлической рамке — в полевых условиях его смена затруднительна) и нельзя заблокировать зеркало в верхнем положении. X-синхронизация вместо заявленных 1/125 сек, на самом деле работает лишь как 1/90 сек.
Внедрение в камеру новых электронных компонентов сделало невозможным её использование без источников питания, которые ранее применялись лишь для работы встроенного экспонометра.

## Основные характеристики
- Режимы: ручной (M), приоритета диафрагмы (Av), приоритета выдержки (Tv) и режим программной линии (P).
- Экспокоррекция ±2 EV с шагом — 1 EV.
- Блокировка экспозамера отсутствует.
- Репетир диафрагмы.
- Электронный затвор из металлических штор с вертикальным ходом 15 — 1/2000 сек, В.
- Ручная протяжка плёнки с возможностью подключения вайндера MEII или моторного привод а Pentax A.
- Питание 2 x 1.5 Вольта (A76, SR44, LR44).
- Встроенный экспонометр.
- Отображение диафрагмы (только в Tv и P режимах) и выдержки в видоискателе (ЖКИ).
- Автоспуск — 12 сек. со световой и звуковой индикацией.
- Выбор чувствительности плёнки от 6 to 3200 ISA.

## Совместимость
Как и любая другая камера Pentax оснащённая байонетом KA, «Super A» может работать с любыми объективами Pentax. Необходимо лишь учесть тот факт, что существуют объективы рассчитанные для использования с APS-C-камерами. Такие объективы дадут сильнейшее виньетирование. На объективах серии DA (без кольца диафрагмы) съёмка не возможна в режиме приоритета диафрагмы Av в силу отсутствия кольца установки диафрагмы на этих объективах, однако, в режиме Tv (приоритета выдержки) и Р (программной линии) значение диафрагмы на таких объективах автоматически регулируется камерой.